# Saint-Florent-des-Bois
Saint-Florent-des-Bois är en kommun i departementet Vendée i regionen Pays de la Loire i västra Frankrike. Kommunen ligger i kantonen La Roche-sur-Yon-Sud som tillhör arrondissementet La Roche-sur-Yon. År 2018 hade Saint-Florent-des-Bois 2 833 invånare.

## Befolkningsutveckling
Antalet invånare i kommunen Saint-Florent-des-Bois
| Referens: INSEE |